# Afropesa schwendingeri
Espèce
Afropesa schwendingeri est une espèce d'araignées mygalomorphes de la famille des Entypesidae.

## Distribution
Cette espèce est endémique du Limpopo en Afrique du Sud,. Elle se rencontre dans les Soutpansberg.

## Description
Le mâle holotype mesure 11,45 mm et la femelle paratype 15,90 mm.

## Étymologie
Cette espèce est nommée en l'honneur de Peter J. Schwendinger.

## Publication originale
- Zonstein & Ríos-Tamayo, 2021 : « Afropesa, a new spider genus from South Africa (Araneae: Entypesidae). » Israel Journal of Entomology, vol. 51, p. 7-34.